# Villenave-d'Ornon
Villenave-d'Ornon este un oraș Franța, în departamentul Gironde, în regiunii Aquitania. Face parte din aglomerația orașului Bordeaux.
1. ↑  répertoire géographique des communes, accesat în 26 octombrie 2015
2. ↑  dataset of postal codes in France, 1 octombrie 2018